# مدرسه عالی مطالعات علوم اجتماعی
مدرسه عالی مطالعات علوم اجتماعی (به فرانسوی: École des hautes études en sciences sociales) یکی از نهادهای پژوهشی و تحصیلات عالی در فرانسه است.